# Теплинский, Марк Вениаминович
Марк Вениаминович Теплинский (укр. Марк Веніаміновіч Теплінський; 14 сентября 1924 — 19 апреля 2012) — украинский литературовед, чеховед, некрасовед, доктор филологических наук (1967).

## Биография
Родился 14 сентября 1924 года в Полтаве в семье железнодорожного рабочего и санитарки. Во время войны эвакуировался в Саратовскую область, где поступил в Ленинградский государственный университет, который также находился в эвакуации в Саратове. В 1947 году окончил университет с отличием .
В 1947 году женился (супруга — Ольга Дмитриевна Теплинская), в этом же году родилась дочь Наталья, в 1956 году — сын Михаил.
	 В 1951 г. в Ленинградском университете под руководством В. Е. Евгеньева-Максимова защитил кандидатскую диссертацию на тему «Творческая история поэмы Н. Некрасова „Современники“».
	С 1947—1951 годах преподавал на кафедре литературы Петрозаводского учительского института.
	В 1953 —1970 заведовал кафедрой русской и зарубежной литературы Южно-Сахалинского государственного педагогического института. Провёл ряд исследований жизни и творчества А. П. Чехова на Сахалине.
	В 1966 году издал фундаментальную монографию «„Отечественные записки“ (1868–1884). История журнала. Литературная критика», которую в 1967 году защитил в Институте русской литературы (Пушкинский дом) АН СССР как докторскую диссертацию.
	В 1970 году переехал в Ивано-Франковск, где до 1992 года занимал должность заведующего кафедры русской и зарубежной литературы Ивано-Франковского педагогического института им. В. С. Стефаника, став первым доктором наук в истории этого учебного заведения. С 1992 по 2012 год — профессор кафедры мировой литературы Прикарпатского национального университета им. Василия Стефаника.
	Умер М. В. Теплинский 19 апреля 2012 года в Ивано-Франковске. Похоронен на городском кладбище (с. Чукаливка).

## Научная деятельность
М. В. Теплинский — воспитанник историко-литературной школы В. Е. Евгеньева-Максимова. Автор более 200 научных и научно-методических работ, среди которых монографии, учебники, учебные пособия, научные и научно-методические статьи.
	Марк Вениаминович Теплинский стал первым исследователем сахалинского периода жизни и творчества А. П. Чехова.Первая публикация о Чехове в сахалинской печати (это был «Блокнот агитатора») появилась в июне 1954 года к 50-летию со дня смерти А. П. Чехова.
```
 В 1959 году 
К.И.Чуковский
 писал М.В.Теплинскому, работавшему тогда в Южно-Сахалинске: «Честь Вам и слава. Если бы из Питера и Петрозаводска Вас не “сослали” бы на остров Сахалин... тема “Чехов и Сахалин” осталась бы надолго под спудом»
[
4
]
.
```

	Исследованию Сахалинского периода жизни А. П. Чехова посвящены работы М. В. Теплинского: «А. П. Чехов на Сахалине», «Сахалинские путешествия», «Новые материалы о сахалинском путешествии А. П. Чехова», «А. П. Чехов и политические ссыльные на Сахалине» и другие.
	Под руководством М. В. Теплинского кафедра российской и зарубежной литературы Южно-Сахалинского государственного педагогического института стала одной из ведущих в институте: 8 из 9 её членов – доценты и кандидаты наук. В 1961 году М. В. Теплинский был награждён медалью «За трудовую доблесть», в 1967 году – Почётной грамотой Сахалинского обкома КПСС и облисполкома.
	Помимо А. П. Чехова, М. В. Теплинский посвятил ряд своих научных работ другим представителям русской классической литературы — Н. А. Некрасову, Н. Г. Чернышевскому, А. Н. Островскому.
	В украинский период своей  деятельности подготовил учебники «Русская литература» для 10 класса и «Литература» для 9 класса общеобразовательных школ (совместно с Ю. И. Султановым). Тираж учебников и хрестоматий, написанных М. В. Теплинским для школ с русским языком обучения Украины, ещё в 2001 году достиг миллионной отметки.
	В последние годы жизни специализировался на истории русско-украинских литературных связей. Печатался в ведущих научных журналах России и Украины: «Русская литература» (Санкт-Петербург), «Вопросы литературы» (Москва), «Литературная учёба» (Москва), «Литература в школе» (Москва), «Зарубежная литература в школах Украины» (Киев), «Киевская старина» (Киев).

## Награды
Награждён медалью «За трудовую доблесть». Присвоено звание «Почётный профессор Прикарпатского национального университета имени Василия Стефаника».

#### О М. В. Теплинском
Крутикова Н.Е., Козлик И. В. Марк Вениаминович Теплинский (к 75-летию со дня рождения) // Література. Літературознавство. Життя. - Iвано-Франківськ, 1999., С. 13-34.
	Ильина Н.Ю. Исследование творчества А. П. Чехова (по материалам архива М.В. Теплинского из фондов Сахалинского областного краеведческого музея) // Вестник Сахалинского музея. Южно-Сахалинск. 2011. № 18., С. 272-275.
	Борисова В.Г. Марк Вениаминович Теплинский-первый исследователь сахалинского периода жизни и творчества А.П. Чехова // А.П. Чехов и Сахалин : взгляд их XXI столетия: Материалы междунар. науч.-практ. конф., 21-22 сент. 2010 г. - Южно-Сахалинск, 2011., С. 239-245.
	Література. Літературознавство. Життя: Збірник наукових праць й матеріалів на пошану доктора філологічних наук, професора Марка Веніаміновича Теплінського (до 75-річчя від дня народження) / Відпов. ред. І. В. Козлик. — Івано-Франківськ: Плай; ТзОВ „Поліскан”, 1999. — 433 с.;
	Марко Веніамінович Теплінський: Покажчик публікацій (До 80-річчя від дня народження) / Упор. І. В. Козлик, О. Б. Гуцуляк. — Івано-Франківськ: Гостинець, 2004. — 54 с. — (Серія „Вчені Прикарпатського університету”, вип. 6);
	Бібліографічний покажчик праць викладачів Прикарпатського національного університету імені Василя Стефаника (1992–2006): У 3 т. / Уклад. І. Шимків. — Івано-Франківськ, 2007. — Т. ІІ. — С. 136–143;
	Памяти Марка Теплинского / сост. Завгородняя Т. К. — Ивано-Франковск: НАИР, 2013. — 244 с.

#### Издания работ
Теплинский М. В. А. П. Чехов на Сахалине / М.В. Теплинский, Б. Бурятов. – Южно-Сахалинск: Кн. ред. «Сов. Сахалин»,1957. – 96 с.
	Теплинский М. В. Материалы о помощи Чехова А. П. сахалинским школам ; Из письма А.П. Чехова В.О. Кононовичу 19 февр. 1891 год // Статьи о литературе. – Южно-Сахалинск, 1959. – С.187 –200. – (Учёные записки / Южно-Сахалин. гос. пед. ин-т; т. 2).
	Теплинский М.В. Новые материалы о сахалинском путешествии А. П. Чехова // Антон Павлович Чехов: сб. ст. / ред. М. В. Теплинский. – Южно-Сахалинск, 1959. – С. 180–225.
	Теплинский М. В. Бродяга Красивый: к 70-летию поездки А.П. Чехова на Сахалин // Литературный Сахалин : [ лит.-худож. сб.]. – Южно-Сахалинск, I960. – С. 142–145.
	Теплинский М. В.Сахалинские путешествия. – Южно-Сахалинск: Сахалин. кн. изд-во, 1962. – 66 с.
	Теплинский М.В. Отечественные записки. 1868-1884: История журнала. Литературная критика / Марк Вениаминович Теплинский . – Южно-Сахалинск : Дальневосточное книжное издательство, 1966 . – 399 с.
	Теплинский М.В. Некрасов в апреле 1866 года/ М.В. Теплинский // Русская литература. 1972. № 1 — с.102-104.
	Теплинский, М. В. Редакторско-издательская деятельность Некрасова // Некрасовский сборник . Т. 5. Поэзия любви и гнева / ред. Ф. Я. Прийма. - М. ; Л. : Наука, 1973. – 332 с.
	Теплинский, М. В. Изучение авторского замысла поэмы «Кому на Руси жить хорошо» в современном литературоведении / М.В. Теплинский // Некрасовский сборник. Т. 8. – Л., 1983. – С. 123–139.
	Теплинский М. В. А. П. Чехов на Сахалине. – Южно-Сахалинск: Дальневост. кн. изд-во. Сахалин, отд-ние, 1990, – 143 с.
	Теплинский М. В. Русская литература. 10 класс: учебник для общеобразовательных школ / М.В. Теплинский, Ю. И. Султанов . – Київ : Зодиак-ЭКО, 1997 . – 544 с.
	Теплинский М. В.«Главное – надо быть справедливым : культурологическое значение поездки Чехова А.П. на Сахалин» //«А. П. Чехов и Сахалин» на пороге третьего тысячелетия»: материалы междунар. науч. конф., 29-30 сент. 2000 года – Южно- Сахалинск, 2001. – С.17–21.
	Теплинский М. В. Русская литература. 10 класс. Хрестоматия / М.В. Теплинский, Ю. И. Султанов . – Київ: Перун, 2003 . – 544 с.
	Теплинский М. В. [Рец. На кн.: Катаев В. Б. плюс. Предшественники, современники, преемники]. – М.: Языки славянской культуры, 2004.-391 с. :[рец. на кн.] // Чеховский вестник. – 2004. – № 15. – С. 27–29.